# فعالیت فراطبیعی ۲
فعالیت فراطبیعی ۲ (به انگلیسی: Paranormal Activity 2) یک فیلم در ژانر تصاویر پیدا شده و ترسناک محصول سال ۲۰۱۰ و ادامهٔ فیلم فعالیت فراطبیعی است که دومین قسمت از مجموعه فعالیت فراطبیعی میباشد. این فیلم در ۲۰ اکتبر ۲۰۱۰ منتشر شد.

## داستان
در این فیلم داستان کریستی خواهر کیتی روایت میشود.او و کیتی اعتراف کرده بودند که در بچگی نیز وجود ارواح را حس میکردند...

## دنباله
فعالیت فراطبیعی ۳ یک فیلم ترسناک ماوراء طبیعی آمریکایی در سال ۲۰۱۱ است ، به کارگردانی هنری جوست و آریل شولمن دنباله این فیلم است. این سومین فیلم از سری فعالیت فراطبیعی است و به عنوان یک prequel عمل می کند ، ۱۸ سال پیش از وقایع دو فیلم اول تنظیم شده است. در ۲۱ اکتبر ۲۰۱۱ در سینماها اکران شد.